# Mang slags kjærlighet
Mang Slags Kjærlighet med undertiteln "40 Sanger", är ett samlingsalbum med Jan Eggum. Albumet släpptes 1994 av skivbolaget Grappa Musikkforlag A/S som en dubbel-CD.

## Låtista
CD 1
1. ""Alarmen går" (från Alarmen går) – 2:34
2. "Kjære halvbror" (från Jan Eggum) – 3:27
3. "Mor, jeg vil tilbake" (från Heksedans) – 3:41
4. "Lillebror Per" (från En sang fra vest) – 3:05
5. "Heksedans" (från Heksedans) – 3:36
6. "Nøkken ta meg hvis jeg blir forelsket" (från Trubadur) – 2:48
7. "Unnagjort" (från Heksedans) – 4:14
8. "En natt forbi" (från En natt forbi) – 3:00
9. "Det er så lett" (från Trubadur) – 3:12
10. "Smuler fra de rikes bord" (från En natt forbi) – 5:04
11. "Toya" (från Alarmen går) – 4:12
12. "Takk som byr" (från Heksedans) – 3:5
13. "Sommeren nytes best om vinteren" (från singeln "Sommeren nytes best om vinteren" / "En helt ny dag") – 2:44
14. "Karina" (från Heksedans) – 3:10
15. "De skulle begrave en konge stor" (från Jan Eggum) – 3:16
16. "Sånn kan det gå" (från Trubadur) – 3:29
17. "Små damer" (från Alarmen går) – 3:47
18. "Bare nerver" (från Alarmen går) – 3:31
19. "Sigurd" (från Trubadur) – 4:39
20. "Sang til Frida" (från Alarmen går) – 3:05

CD 2
1. "Ryktet forteller" (från Typisk norsk) – 3:39
2. "Stilig" (från E.G.G.U.M.) – 3:25
3. "Hemmelig" (från Underveis) – 3:29
4. "Kor e alle helter hen?" (från Nesten ikke tilstede) – 3:03
5. "Befri meg" (från Underveis) – 3:31
6. "Mang slags kjærlighet" (från E.G.G.U.M.) – 3:45
7. "Telefon" (från Nesten ikke tilstede) – 3:31
8. "Per og Lise" (från Underveis) – 3:12
9. "Jomfru" (från Underveis) – 3:34
10. "Tre e en for mye" (från E.G.G.U.M.) – 2:53
11. "Nesten ikkje tilstede" (från Nesten ikke tilstede) – 4:31
12. "Då skal eg komme" (från Underveis) – 4:14
13. "En liten landsby" (från E.G.G.U.M.) – 4:18
14. "Kem har betalt det?" (från E.G.G.U.M.) – 4:22
15. "Blikket" (från Underveis) – 3:03
16. "Laffen" (Jan Eggum) (Outgiven) – 3:17
17. "Utenfor" (från Da Capo) – 3:57
18. "Så mange kvinner" (från Nesten ikke tilstede) – 3:43
19. "Ta meg med" (från Underveis) – 5:10
20. "Mellom borger og bohem" (från E.G.G.U.M.) – 3:47

- Alla låtar skrivna av Jan Eggum.